# 로마식 작명법
로마식 작명법은 명인 프라이노멘(praenomen), 씨인 노멘(nomen), 성인 코그노멘(cognomen)의 세 부분으로 이루어지며, 이를 삼명법(라틴어: tria nomina 트리아 노미나[*])이라고 한다. 모든 로마인들이 세 개의 이름을 모두 가진 것은 아니지만 이런 복수 이름 체계는 로마 문화 특유의 것으로서 로마 시민과 외국인을 구분하는 요소 중 하나였다.
| 구분 | 명                              | 씨                   | 성                                  |
| 원어 | praenomen                       | nomen (gentile)      | cognomen                            |
| 발음 | 프라이노멘                      | 노멘                 | 코그노멘                            |
| 뜻   | 부모가 지어준 이름 (given name) | 조상부터 내려온 이름 | 같은 성 안에서 가계를 구분하는 이름 |
| 예시 | 루키우스                        | 코르넬리우스         | 술라                                |

## 같이 보기
- 스페인의 작명
- 이탈리아 이름